# Chemilly-sur-Yonne
Chemilly-sur-Yonne è un comune francese di 904 abitanti situato nel dipartimento della Yonne nella regione della Borgogna-Franca Contea.

## Società

### Evoluzione demografica
Abitanti censiti